# Cuverville (Calvados)
Cuverville település Franciaországban, Calvados megyében. Lakosainak száma 2273 fő (2022. január 1.). Cuverville Colombelles, Démouville, Escoville, Giberville, Sannerville és Touffréville községekkel határos.

## Népesség
A település népességének változása:
| Lakosok száma | 441  | 1044 | 1314 | 2000 | 2034 | 2060 | 2130 | 2259 | 2284 | 2273 |
|               | 1968 | 1982 | 1990 | 2006 | 2013 | 2015 | 2017 | 2019 | 2020 | 2022 |